# Cueva de la Higuera (Cartagena)
La cueva de la Higuera, también conocida como cueva de los Cochinos, es una caverna prehistórica situada en el término municipal de Cartagena (Región de Murcia), e integrada administrativamente en la diputación de Los Puertos de Santa Bárbara. Fue declarada Patrimonio de la Humanidad en 1998, incluida en el conjunto del arte rupestre del arco mediterráneo de la península ibérica.

## La cueva
La cueva se encuentra a una altitud de 50 metros sobre el nivel del mar en el piedemonte del cabezo de Hornos, que forma parte del espacio natural de la Sierra de la Muela. Consiste en un accidente kárstico de 40 m² cercano a la localidad de Isla Plana, que fue habitado de forma estacional.
Fue descubierta en el año 1973, y ha sido excavada en numerosas campañas por el arqueólogo Miguel Martínez Andreu, del Museo Arqueológico Municipal de Cartagena, que han revelado una ocupación que se extiende entre el periodo final del Paleolítico superior-Epipaleolítico y la época romana. Entre los materiales hallados destacan los correspondientes al Paleolítico superior, como la industria lítica (dos percutores y un raspador) y los restos de fauna (bivalvos, cérvidos, conejos y peces). Las etapas posteriores tienen una menor representación, sobresaliendo unos fragmentos de cerámica de decoración incisa.

## Las pinturas
Las paredes de la cavidad acogen uno de los pocos ejemplos de pintura rupestre en España próximos a la costa (600 m), junto a la cueva de la Jorquera de Borriol y el Abrigo de la Tía Isabel de Benisa. Asimismo es la única muestra conocida de arte esquemático ibérico en la comarca del Campo de Cartagena.
Las representaciones, hechas con ocre que fue hallado durante las excavaciones, siguen tres esquemas: antropomorfo con cabeza, miembros superiores y tórax, figura femenina con falda y piernas, y cabra con cuernos largos.

## Protección jurídica
La cueva de la Higuera se asienta en unas parcelas de propiedad privada, debido a lo cual está cerrada al público. Su riqueza patrimonial logró que su entorno fuera protegido como Bien de Interés Cultural con categoría de Zona arqueológica por resolución administrativa de la Dirección General de Cultura de la Región de Murcia el 20 de abril de 1994, resolución que fue publicada primero por el BORM el 9 de mayo, y el BOE más tarde, el 14 de octubre.
En 1998 fue declarada Patrimonio de la Humanidad incluida en el conjunto del arte rupestre del arco mediterráneo de la península ibérica durante la 22.ª sesión del Comité de Patrimonio de la Humanidad de la Unesco.